# Evâncio (palatino)
Evâncio (em latim: Evanthius) foi um oficial romano do século IV, ativo durante o reinado do imperador Juliano, o Apóstata (r. 361–363). Serviu na corte imperial, talvez como palatino, mas foi demitido sob falsa acusação. Depois encontrou favor com Valentiniano I (r. 364–375) e Valente (r. 364–378). Ele casou uma antioquena através da qual tornou-se dono de uma propriedade em Cirro. Evâncio recebeu a epístola 1485 (de 365) do sofista Libânio e foi citado nas epístolas 1310 e 1319 (de 364), 1333-4, 1336, 1341, 1468 e 1525 (de 365).